# (9499) Excalibur
(9499) Excalibur ist ein Asteroid des Hauptgürtels, der am 29. September 1973 von den niederländischen Astronomen Cornelis Johannes van Houten, Ingrid van Houten-Groeneveld und Tom Gehrels am Palomar-Observatorium (Sternwarten-Code 675) in Kalifornien entdeckt wurde.
Der Asteroid ist nach Excalibur benannt, dem Schwert des mythischen Königs Artus.